# Zabulon (imię)
Zabulon, Zebulon (hebr. זבולון) – imię męskie pochodzenia biblijnego. Etymologię tego imienia (hebr. wspaniałe miejsce na mieszkanie) wywodzi się z Księgi Rodzaju 30,20.

## Osoby noszące imięZabulon
- Zabulon − postać biblijna, syn patriarchy Jakuba
- Zebulon Baird Vance − amerykański polityk, gubernator Karoliny Północnej
- Zebulon Reed Brockway − amerykański penolog
- Zebulon Butler − amerykański polityk i oficer
- Zebulon Pike − amerykański generał brygady i podróżnik
- Zebulon Weaver − amerykański polityk
- William Zebulon Foster − amerykański marksista i polityk